# FC Khatlon Qurghonteppa
El FC Khatlon Qurghonteppa és un club tajik de futbol de la ciutat de Qurghonteppa. El club era conegut com a FC Vakhash, quan el govern local va comprar l'equip.

## Palmarès
- Lliga tadjik de futbol:[2]
  - 1997, 2005, 2009
- Copa tadjik de futbol:[3]
  - 1997, 2003
- Lliga de l'RSS Tajik: 2
  - 1961, 1985
- Copa de l'RSS Tajik: 1
  - 1965